# 道奇Charger
道奇Charger（另稱：道奇戰馬、衝鋒者、突襲者、充電器……等）是由克萊斯勒集團旗下品牌道奇所生產的一个系列大型肌肉車（高性能轎車），首次亮相于1964年的车展上。它实际上基于数个系列底盘的上衍生的多个系列车型组成，均采用Charger名号。除用于高性能/全尺寸车型外，它也曾应用在次紧凑型车、双门跑车等。

## 現在的存續

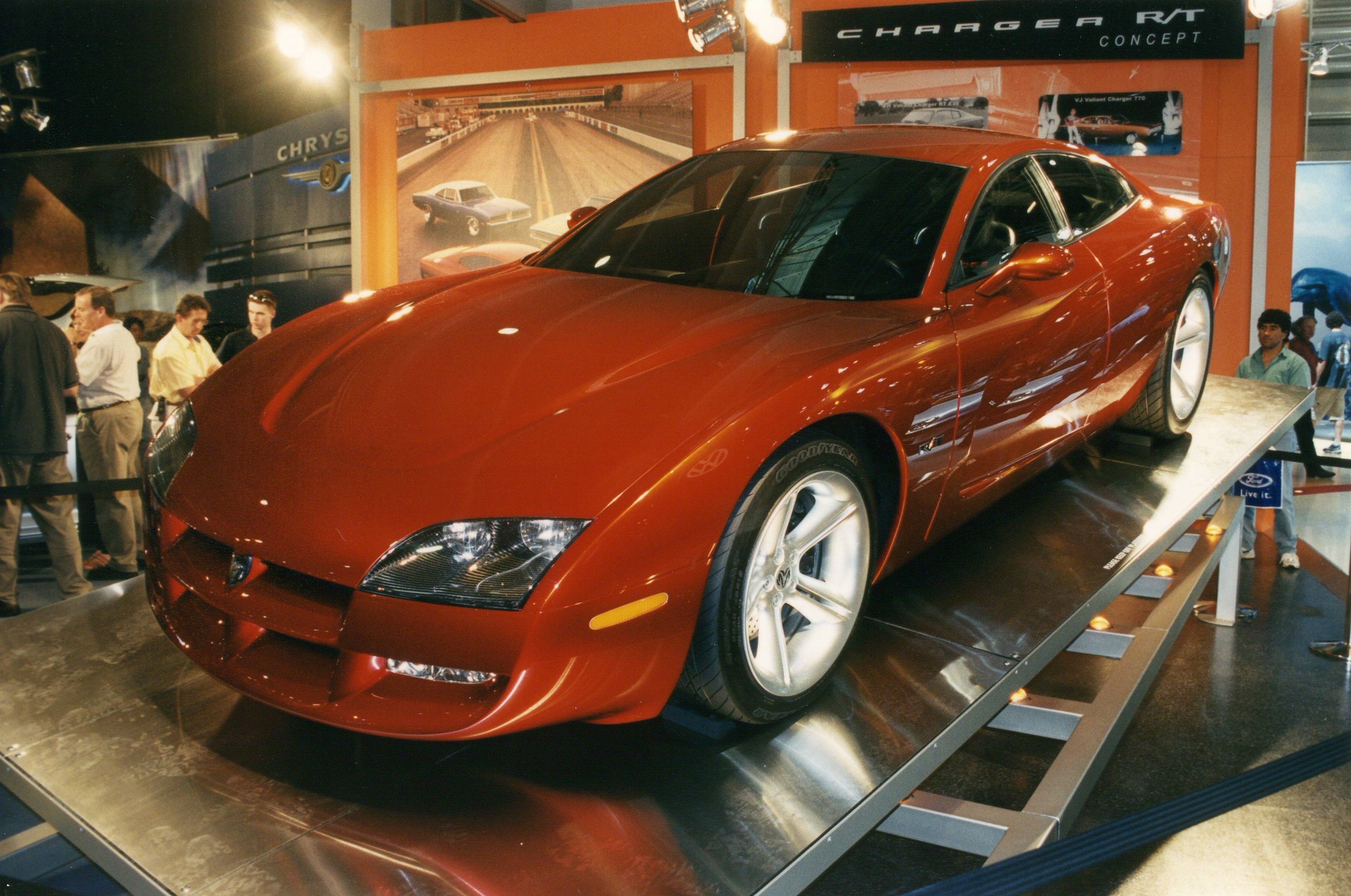
道奇Charger R/T 概念车（1999）

早在1999年,戴姆勒克莱斯勒便有了复活Charger的想法，于是设计并展出了概念车Charger R/T Concept, 此车是基于克莱斯勒LH底盘上改进而来的前置后驱四门跑车，其外形与道奇Viper相似，并计划使用压缩燃料气体技术（CNG)，以及配有每缸2个气门的4.7L V8顶置凸轮轴机械增压引擎作为驱动动力。但其在管理层的新策略引导下最终没有量产和上市销售。当2004年戴姆勒克萊斯勒推出了LX底盤基礎開發的300C以後，于2005年將断代已久的Charger復活，其基本架構与当时的克莱斯勒300C相同，引擎与变速箱也與其共用。

## B-body 第一代 (1966–1967)

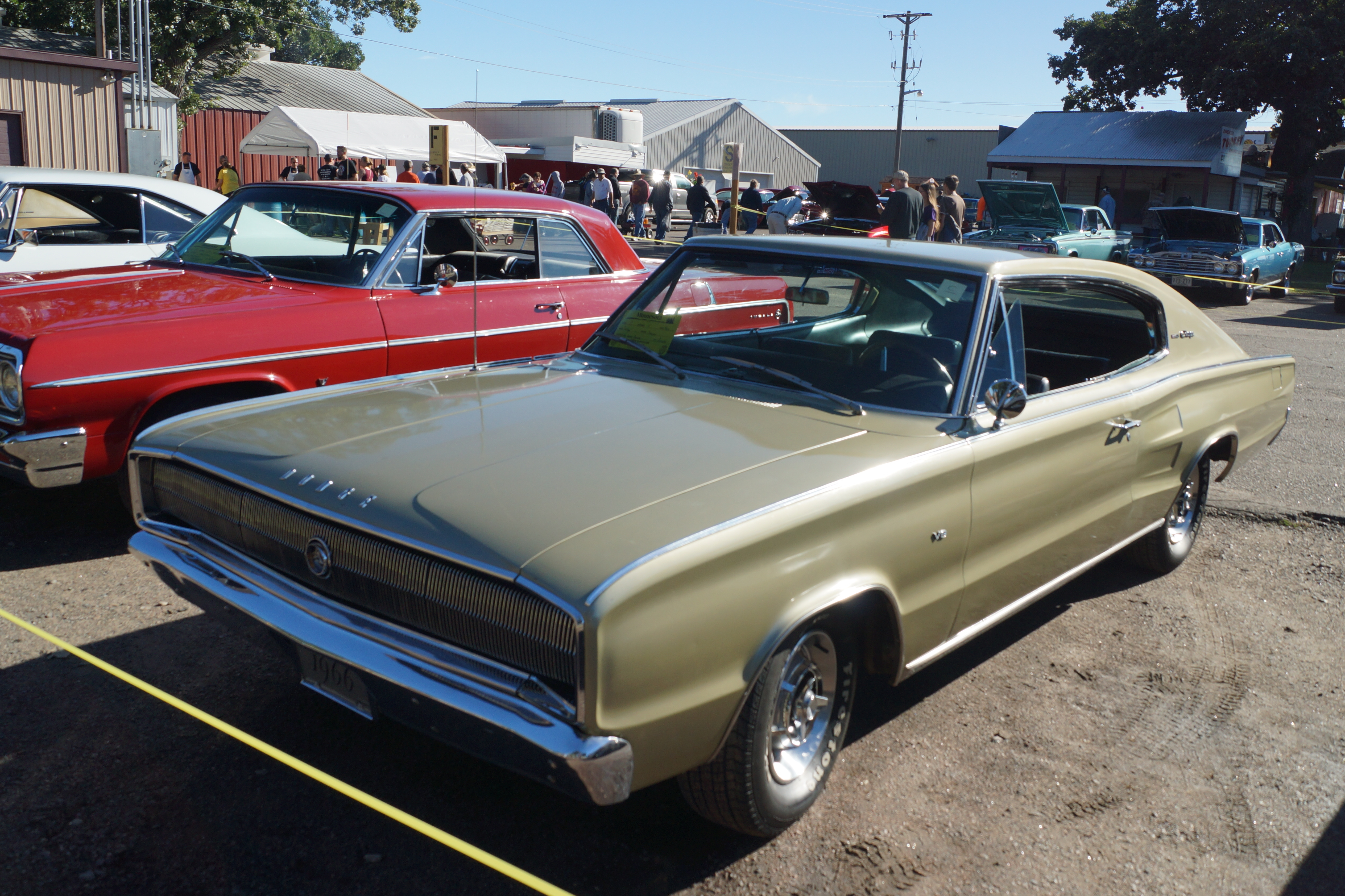
第一代

第一代車型是以道奇Coronet為基礎，再加以運動化而衍生的車款。其兄弟車型為：普利茅斯GTX/Sattellite/Belvedere等。在1966年参加NASCAR大赛，并且是第一种可官方提供尾翼作为选装部件的美国车型。

## B-body 第二代 (1968–1970)

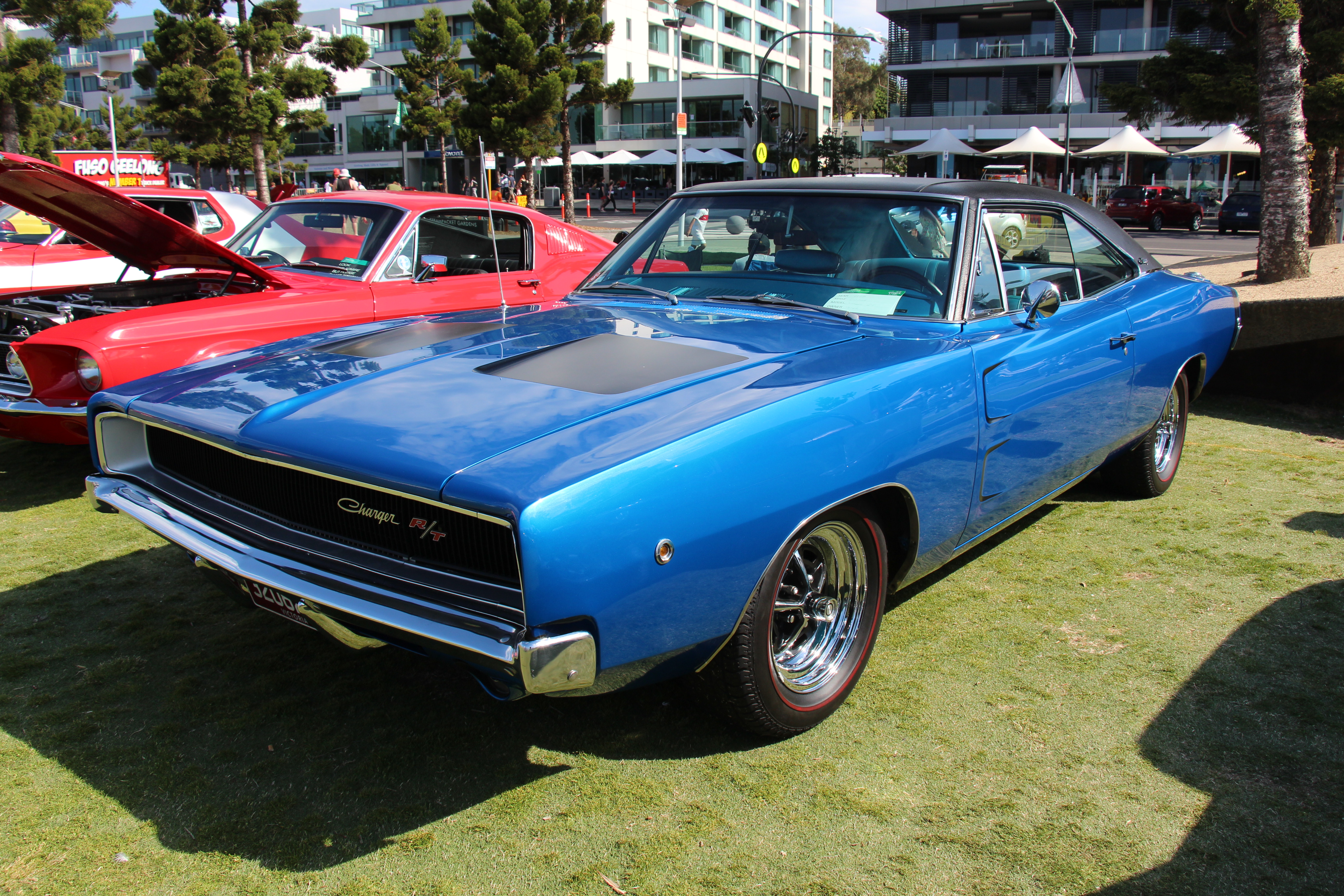
第二代

在上一代上市短短2年后推出的第二代改款車型，因電視传媒曝光率高而成為最受歡迎的一代，成为美国人家喻户晓的车型。
问世之初，引擎提供除了Magnum系列引擎外，還有HEMI引擎可選，共有5款不同参数的引擎。最大的HEMI引擎排氣量為7.2升。這一代車型处在60年代後葉的肌肉車全盛時期，所以肌肉車市場需求量极大，克萊斯勒高层也沒有懈怠這個商機，在仅1968年的一年时间内，巨大的市场需求量致使原计划生产量被迫提高3倍，达到了96100辆。
其外观设计延續前代使用啟閉式頭燈，並且每年都有小改款。
第二代車型分有Charger SE、Charger R/T、Charger 500，1969年應NASCAR賽車推出限量1000台的Charger Daytona。
在1970年的NASCAR赛车中 70款Charger赢得了其中10次比赛，比任何一辆车都多，包括69款Charger Daytona和普利茅斯Superbirds；其中车手Buddy Baker驾驶着70款Charger Daytona，其最快时速达到了200mph（322 km/h），成为了1970年代第一个/第一次驾驶着合法上路的车辆达到此速度的人，其记录保持了超过13年的时间。

## B-body第三代 (1971–1974)

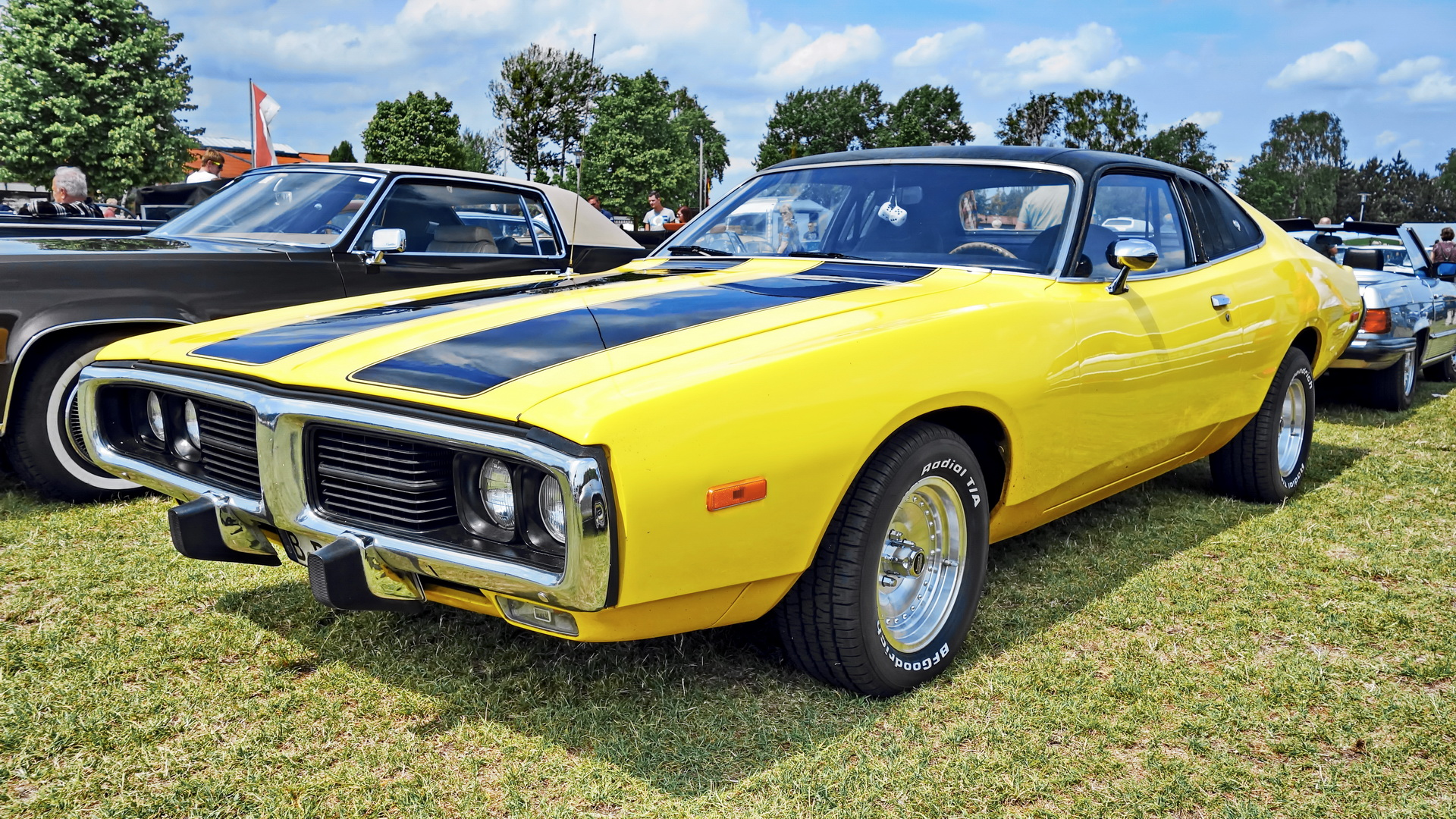
第三代

双门硬顶/跑车车型，继承了第二代Charger的车型配置，于1973年推出小改款，相比1971-72年Charger拥有更大的外围尺寸，并按NHTSA时下生效的车辆安全要求中(FMVSS 215)修改了前后防撞梁（5 mph bumpers）。在同年第三代Charger的销量达到了顶峰，共108000辆左右。
1974年Charger相比早年样式只有些许改变，譬如内饰表面改为更柔软的材料，以及新增加的车辆颜色可供选择。与此同时美国肌肉车时代走向没落，Charger的定位与前些年的性能肌肉车开始产生偏离，在往后的第四代中更加倾向于私人豪华轿车的定位。

## B-body第四代 (1975–1978)

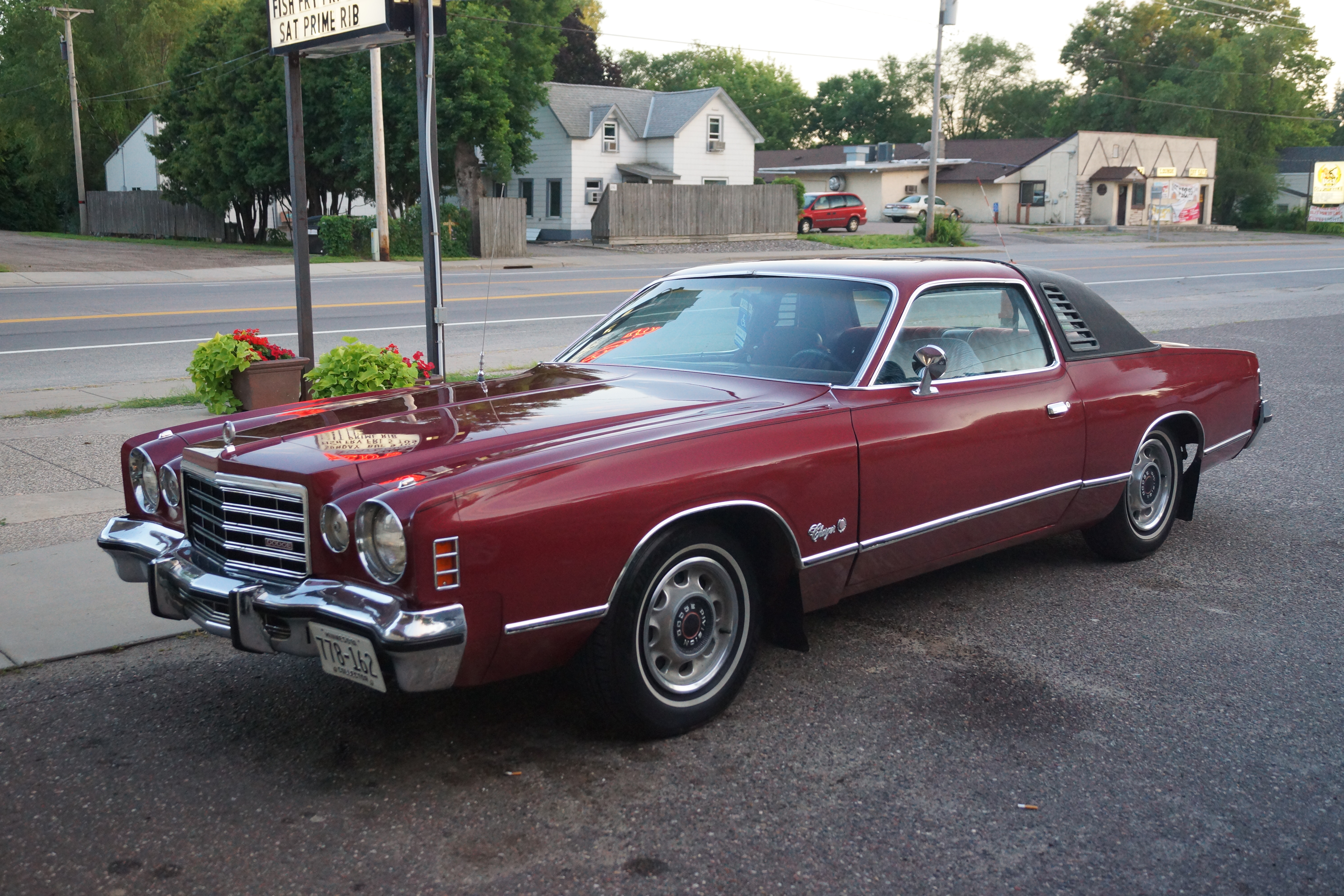
第四代

双门硬顶/跑车车型，与克莱斯勒Cordoba同时基于B底盘使用了新架构，在1975年刚发售时只有Charger SE (Special Edition)型号推出。1976年扩张至四个型号，Base，Charger Sport/SE/Daytona。

## L-body第五代 (1982–1987)

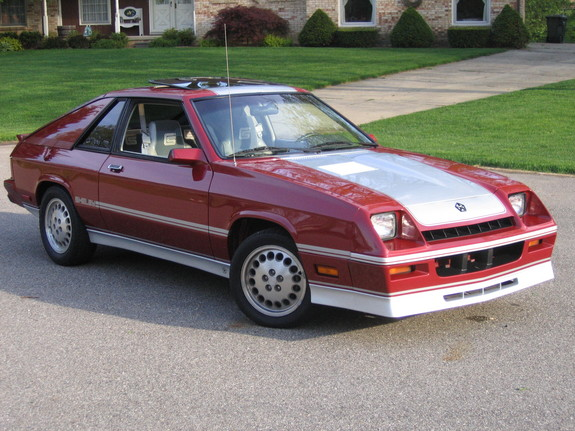
第五代

第五代Charger基于克莱斯勒L前驱底盘的双门掀背/跑车车型，衍生于Dodge Omni。是日系车进击美国市场后，本土车企为了竞争力产生妥协而生产的车型，也是Charger唯一一代前置前驱的车型。
配有：
1.6升标志 6J型 L4引擎
1.7升大众 EA827型 L4引擎
2.2升克莱斯勒集团 K型 L4引擎（存有自然吸气和两种涡轮增压型号Turbo I/II）

## LD/LX-body第六代 (2005–2010)

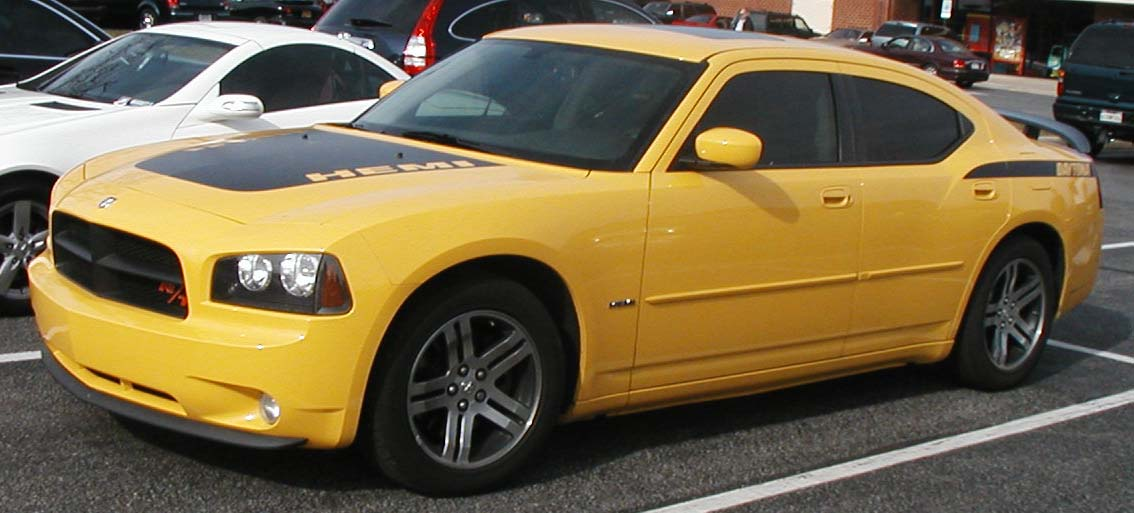
第六代

2005年复出，同年4月开始生产并上市。配有2.7升，3.5升的V6引擎，以及5.7升，6.1升的Hemi V8引擎，配备4速及5速自动变速箱。驱动形式为前置后驱。
2007年SXT, R/T车型推出四驱模式可供选择。在当时的戴姆勒集团的技术支持下，其四驱系统源于梅赛德斯-奔驰的4Matic。
5.7L Hemi V8引擎的最大动力输出为355PS, 529 N⋅m（2005-2008）而后更新为373PS, 536 N⋅m (2009-2010)
6.1L Hemi V8引擎仅配备于SRT8和SuperBee版本，最大动力输出为431PS, 569 N⋅m
于2008年轻微修改了内饰设计及2009年升级了尾灯及尾标样式。

## LD/LX-body第七代 (2011–2023)

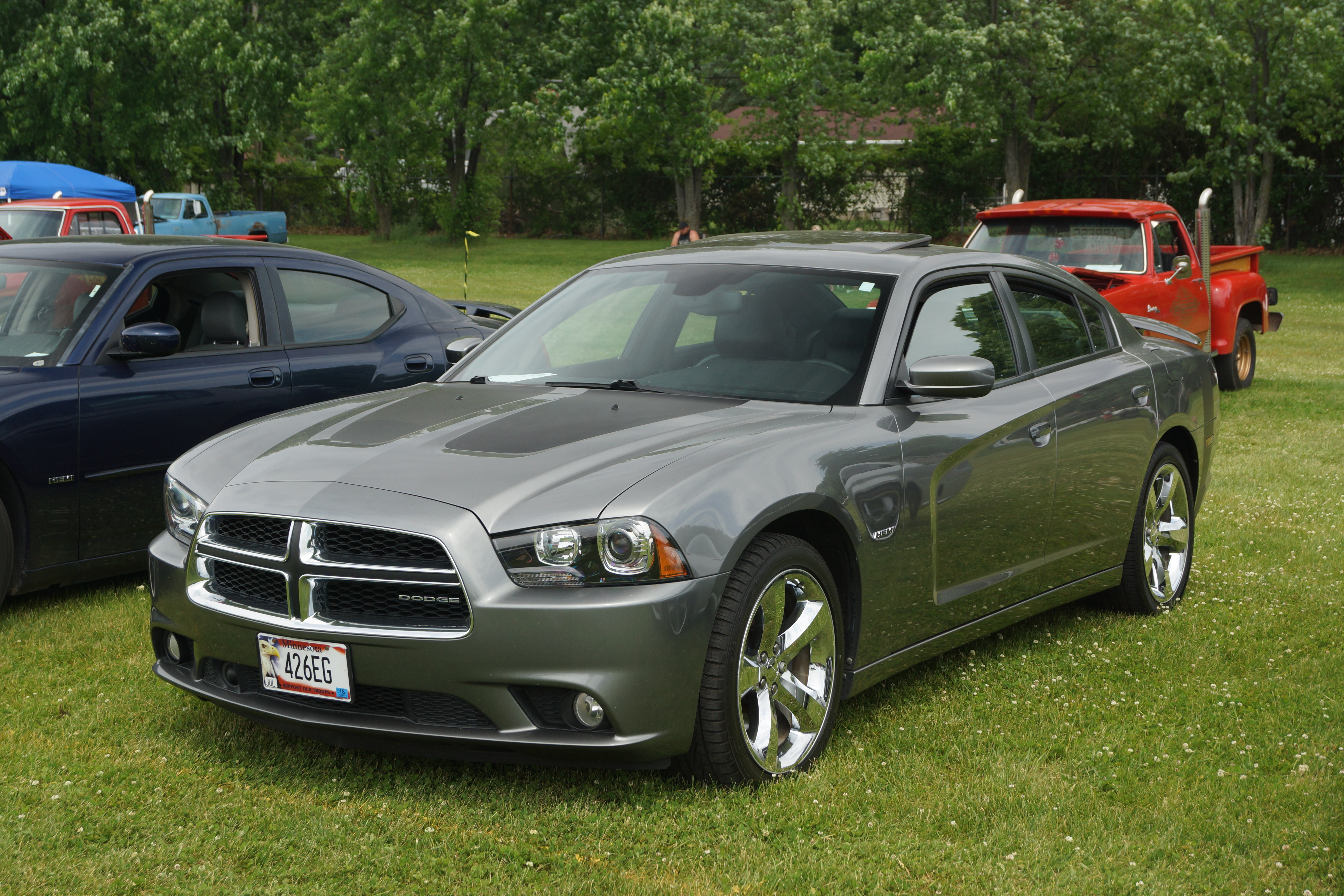
第七代

2011年发售，继承了1968-1970年Charger 的轮廓，外形向第二代Charger致敬。在外形方面主要更改了上一代的车尾，侧身线条，和前进气格栅装饰及内饰设计，同时在上一代LD底盘的基础上进行了许多技术性更新及升级，并称为LX底盘。

第7代Charger由SE, SXT, SXT PLUS, R/T, R/T PLUS, R/T MAX, SRT8车型组成，配有3.6升 Pentastar V6, 5.7升Hemi V8, 6.4升Hemi V8 引擎及5速和8速自动变速箱，并有后驱和四驱两种驱动模式可供选择。

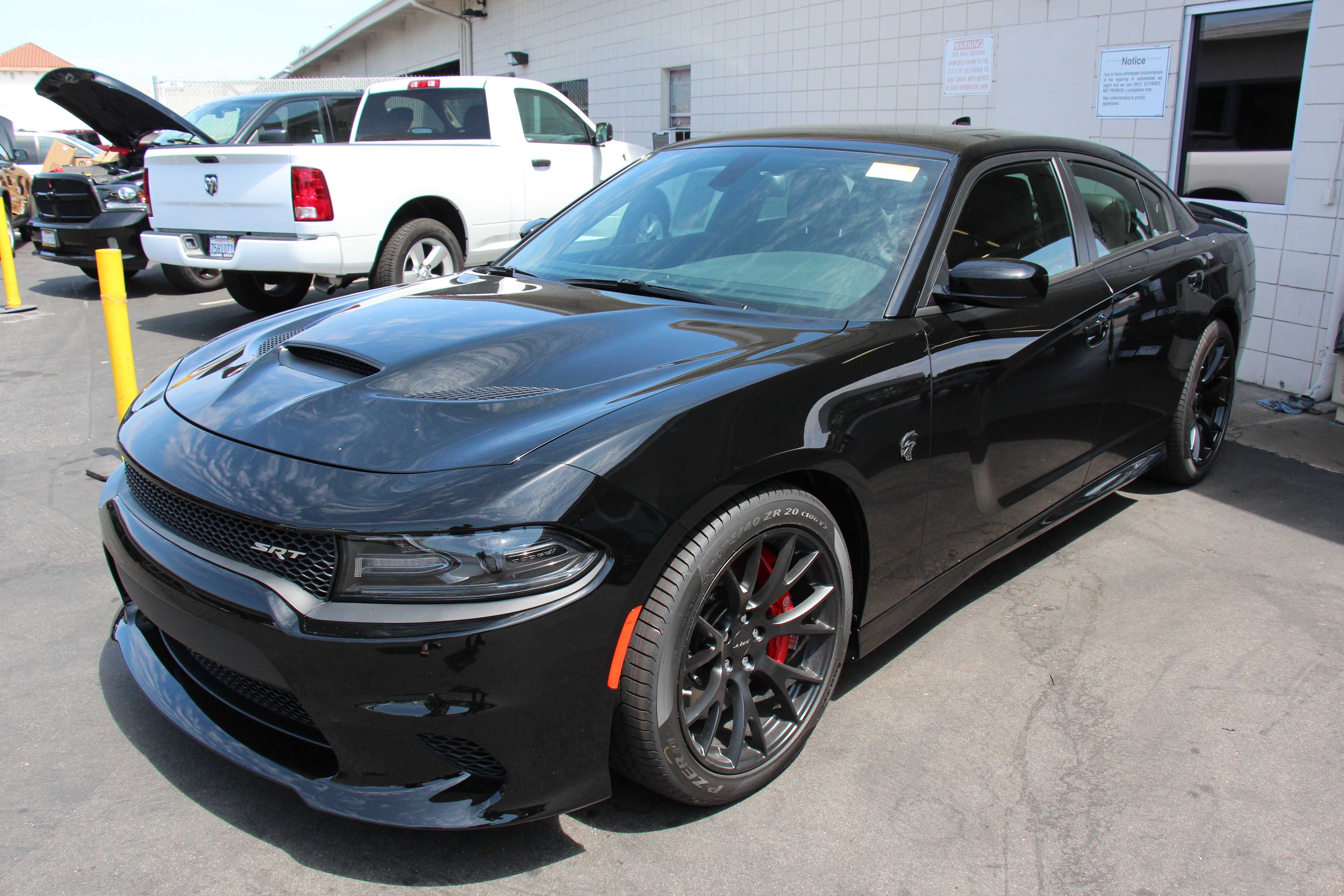
SRT Hellcat

2015年推出小改款样式，除去警用版以外的全部车型配备ZF 8速自动变速箱，以及倒车影像，蓝牙等配置；SRT8型号被删减，但同时新推出了动力更加强劲的SRT Hellcat，SRT 392, R/T Scat Pack版本车型，其中SRT Hellcat配备6.2升 Hemi V8机械增压发动机，最大动力输出为717PS，扭矩为880 N⋅m，0-60mph（0-96km/h）加速可以在3.4秒完成。
直至2019年道奇Charger仅保留了SXT, GT, R/T, SCAT PACK, SCAT PACK WIDEBODY, SRT HELLCAT REDEYE JAILBREAK,
SRT HELLCAT WIDEBODY JAILBREAK版本。

## 第八代 (2024–至今)
Charger Daytona SRT是一款轎跑車，於2022年8月作為概念推出。據道奇稱，它將於2024年上市。
2024年1月12日，道奇在其Instagram上發布了第八代Charger的照片。預生產版本與2025年車型一起展示，兩門版將於2024年夏季上市，四門與燃油車則要等到2025年。
有兩門跟四門車型，採用400V架構，擁有四輪驅動系統，能夠發揮出496匹馬力與670匹馬力純電輸出。另外也有提供純燃油版的Charger選擇。四門版車型則是擁有更長的軸距以及寬敞的後座空間，其餘與兩門版相同，搭配20吋輪框。內裝方面配置了10.25吋數位儀表與12.3吋中控螢幕，而環繞式風格的座艙則擁有可切換64種顏色的氣氛燈。動力方面均搭載100.5kWh容量的鋰電池組，採用400V架構與雙電機馬達布局，配置四輪驅動系統，依車型不同能夠發揮出496匹馬力與670匹馬力輸出，續行里程分別為510公里與418公里。充電方面支援350 kW快速充電系統，可在約27分鐘內將電量從20%充至80%。另外燃油版的Dodge Charger，擁有外型更加霸氣的運動外觀，像是面積更大的進氣孔以及車尾雙出排氣管。動力方面捨去V8機械增壓引擎，不過官方並沒有公布是換上哪一種引擎，預計是以3.0升直列六缸引擎，會有420匹馬力輸出。
第八代Charger於2024年3月5日發表。

## 警用版
在2006年LX平台道奇Charger发售之时，戴姆勒-克莱斯勒集团发布了在2005纽约国际车展展出的警用版Charger。与民用版Charger不同的是，警用版拥有升级版的高性能刹车，冷却，转向系统以及警用车辆车身稳定程序，并将民用版Charger的地排档结构转换为放在转向机旁的怀挡，从而腾出放置必要警用设备的空间。
在北美地区，警用版Charger多配备于美国，加拿大以及墨西哥部分地区的警方作为制式警车以及隐形战车，并提供V6, V8两种引擎，以及四驱模式可供选择。市区执法部门多选用V6引擎，而高速执法部门更倾向于V8引擎。
2012年道奇Charger替代了使用多年并停产的福特Crown Victoria Police Interceptor成为北美地区销量最多的警用轿车。2014年以来，四驱版道奇Charger警用版占了其中很大比例的销量。

道奇Charger 警用版
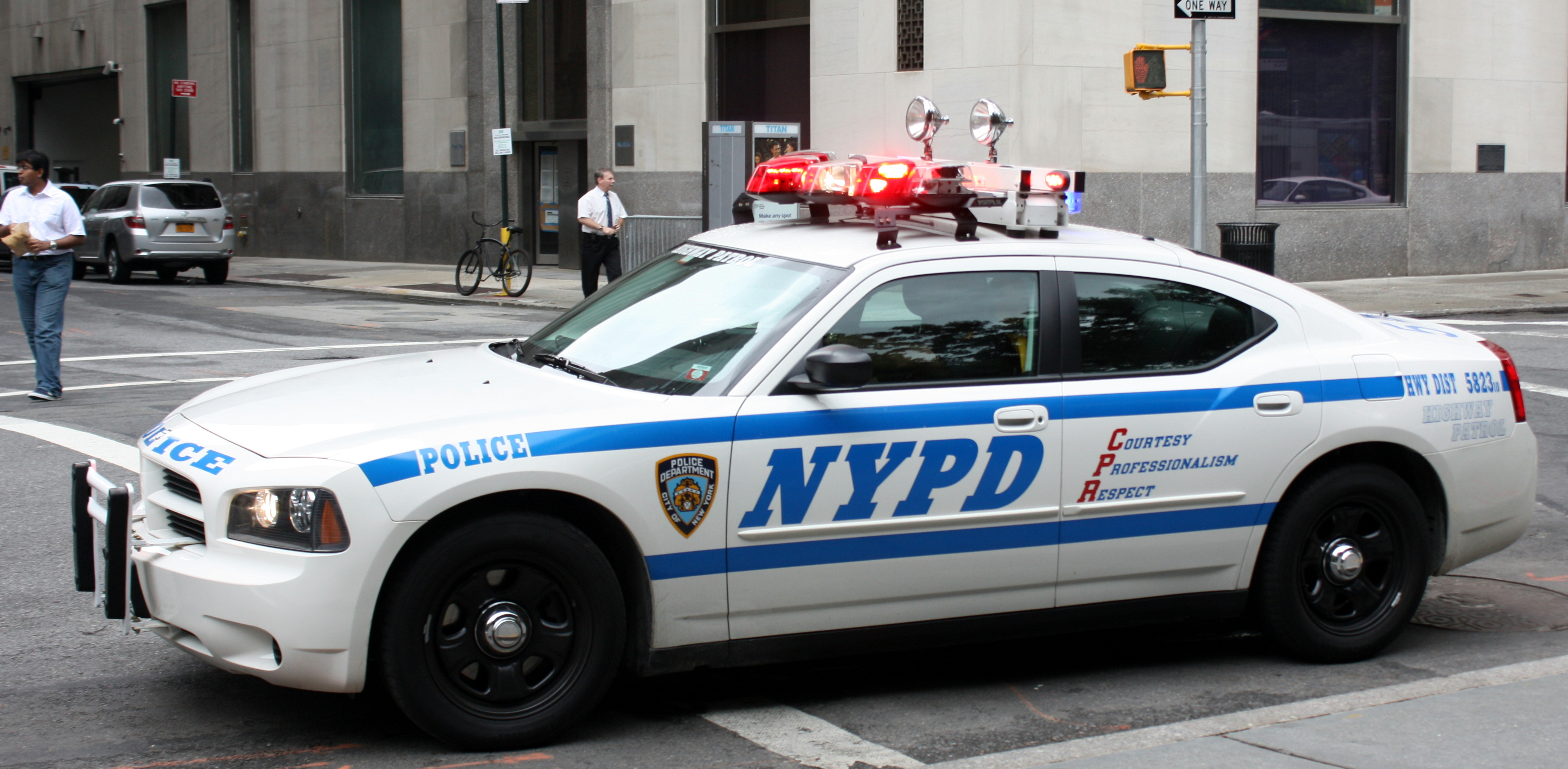
2006-2010
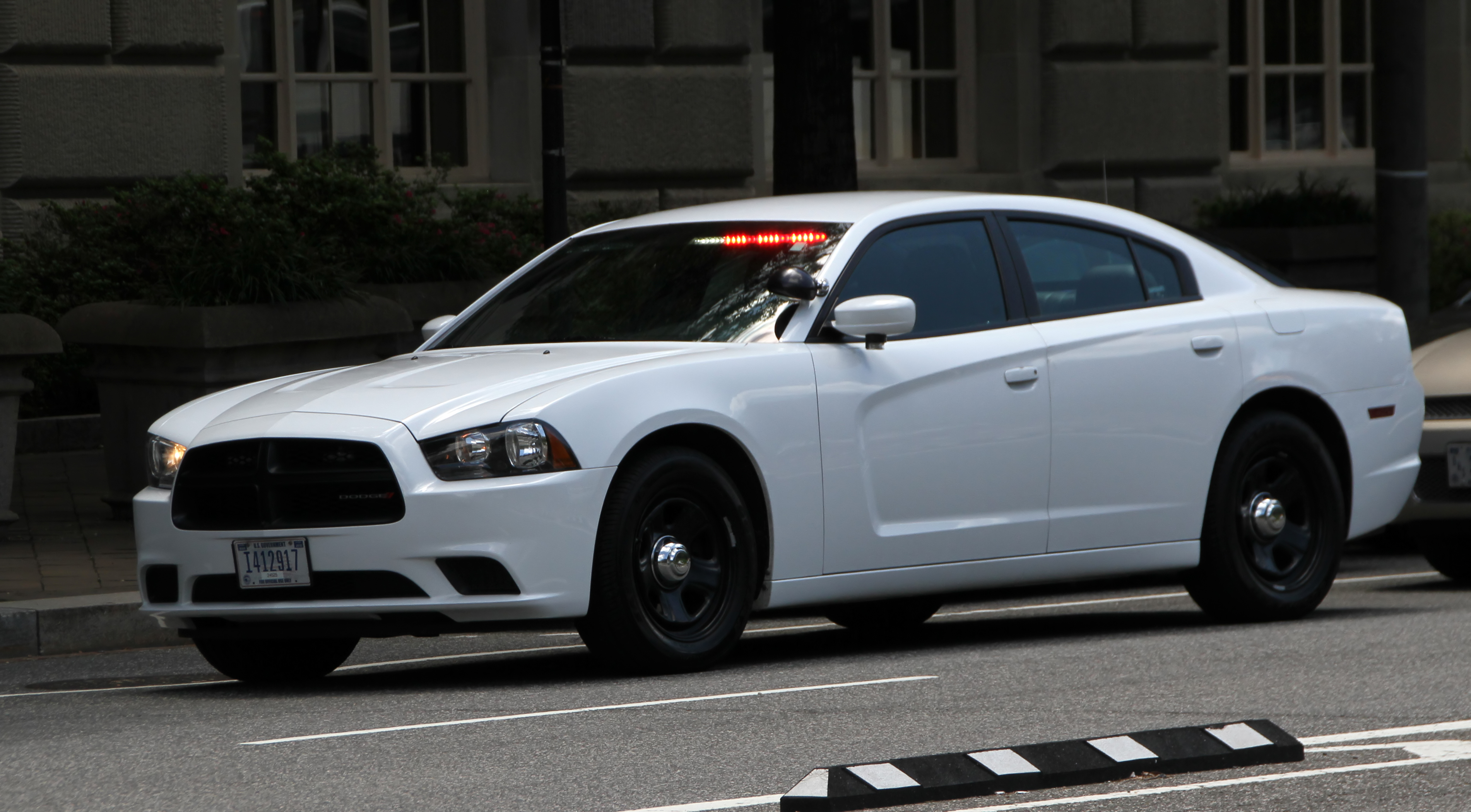
2011-2014
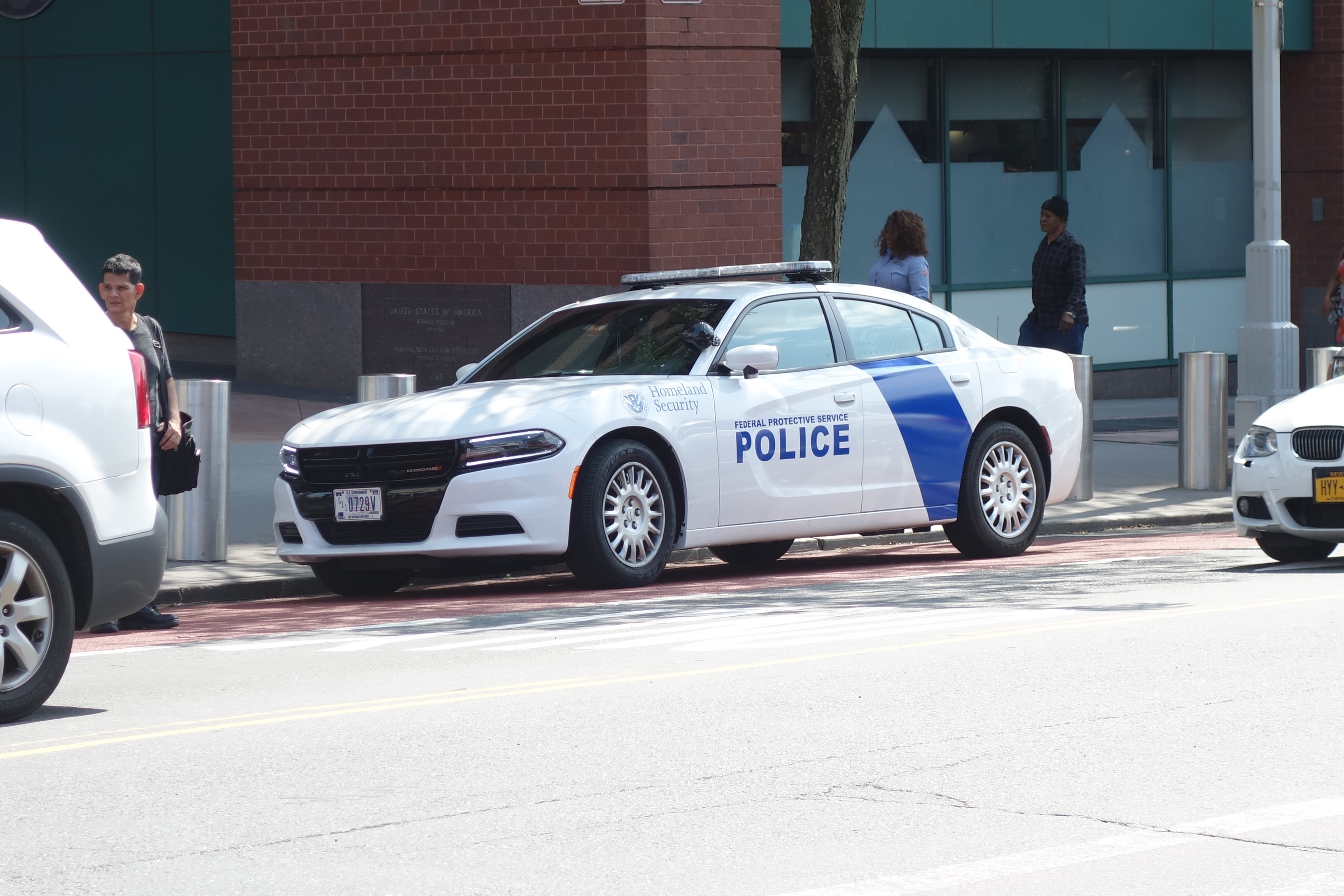
2015-

## 流行文化
道奇Charger Pursuit车型在2015年第一人称射击游戏《戰地風雲：強硬路線》（Battlefield: Hardline）中以警用轎車之姿出現。以後道奇Charger SRT8型亦在同遊戲的資料片「逃亡」（Getaway）中以警用高性能轎車之姿出現。
同时道奇Charger在许多影视作品中有现其身影

### 部分電影
- Bullitt (1968)
- The Dukes of Hazzard (飆風天王) (電影版：2005)
- The Dukes of Hazzard:The Beginning (飆風天王前傳) (2006)
- The Fast and The Furious (玩命關頭) (自2001年開始)
- 3D怒火狂飆 (2011)
- 沙漠毒蠍 (2001)

## 外部鏈接
- 電動Dodge Charger肌肉車亮相（页面存档备份，存于）